# Tramlijn Leeuwarden - Sint Jacobiparochie
De tramlijn Leeuwarden - Sint Jacobiparochie is een voormalige tramlijn in Friesland tussen Leeuwarden en Sint Jacobiparochie. 

## Geschiedenis
De lijn werd in gedeeltes geopend door de Nederlandsche Tramweg Maatschappij (NTM). Van Leeuwarden Vrouwenpoort tot Mooie Paal op 2 januari 1889 en op 2 juli van hetzelfde jaar verlengd tot Sint Jacobiparochie. In 1901 kwam er een verbinding van het tramstation Vrouwenpoort met station Leeuwarden. In 1927 werd deze verbinding weer opgeheven nadat er een aansluiting was gerealiseerd via de spoorlijn Leeuwarden - Anjum waarbij de trams gebruik maakten van de spoorbrug over de Harlingertrekvaart.
Na het opheffen van het reizigersvervoer en het sluiten van het gedeelte tussen Leeuwarden en Beetgumermolen in 1939 werd er ter hoogte van Mooie Paal een verbindingsboog gelegd met de spoorlijn Stiens - Harlingen om de zuivelfabriek De Lijempf en de groenteveiling te kunnen blijven bedienen. In 1966 werd ook dit gedeelte van de lijn gesloten en vervolgens opgebroken.